# Alpin skidåkning vid olympiska vinterspelen 1998

Resultat från tävlingarna i alpin skidåkning vid olympiska vinterspelen 1998 i Nagano, Japan. Tävlingarana blev uppskjutna på grund av vädret.

## Medaljtabell
| Pl. | Nation     | Guld | Silver | Brons | Totalt |
| --- | ---------- | ---- | ------ | ----- | ------ |
| 1   | Österrike  | 3    | 4      | 4     | 11     |
| 2   | Tyskland   | 3    | 1      | 2     | 6      |
| 3   | Norge      | 1    | 3      | 0     | 4      |
| 4   | Italien    | 1    | 1      | 0     | 2      |
| 5   | Frankrike  | 1    | 0      | 1     | 2      |
| 6   | USA        | 1    | 0      | 0     | 1      |
| 7   | Schweiz    | 0    | 1      | 1     | 2      |
| 8   | Sverige    | 0    | 1      | 0     | 1      |
| 9   | Australien | 0    | 0      | 1     | 1      |

## Resultat

### Herrar
| Gren                         | Guld                       | Guld    | Silver                                     | Silver  | Brons                        | Brons   |
| Störtlopp Detaljer...        | Jean-Luc Crétier Frankrike | 1:50,11 | Lasse Kjus Norge                           | 1:50,51 | Hannes Trinkl Österrike      | 1:50,63 |
| Storslalom Detaljer...       | Hermann Maier Österrike    | 2:38,51 | Stephan Eberharter Österrike               | 2:39,36 | Michael von Grünigen Schweiz | 2:39,69 |
| Slalom Detaljer...           | Hans Petter Buraas Norge   | 1:49,31 | Ole Kristian Furuseth Norge                | 1:50,64 | Thomas Sykora Österrike      | 1:50,68 |
| Super-G Detaljer...          | Hermann Maier Österrike    | 1:34,82 | Didier Cuche Schweiz Hans Knauss Österrike | 1:35,43 |                              |         |
| Superkombination Detaljer... | Mario Reiter Österrike     | 3:08,06 | Lasse Kjus Norge                           | 3:08,65 | Christian Mayer Österrike    | 3:10,11 |

### Damer
| Gren                         | Guld                       | Guld    | Silver                          | Silver  | Brons                           | Brons   |
| Störtlopp Detaljer...        | Katja Seizinger Tyskland   | 1:28,89 | Pernilla Wiberg Sverige         | 1:29,18 | Florence Masnada Frankrike      | 1:29,37 |
| Storslalom Detaljer...       | Deborah Compagnoni Italien | 2:50,59 | Alexandra Meissnitzer Österrike | 2:52,39 | Katja Seizinger Tyskland        | 2:52,61 |
| Slalom Detaljer...           | Hilde Gerg Tyskland        | 1:32,40 | Deborah Compagnoni Italien      | 1:32,46 | Zali Steggall Australien        | 1:32,67 |
| Super-G Detaljer...          | Picabo Street USA          | 1:18,02 | Michaela Dorfmeister Österrike  | 1:18,03 | Alexandra Meissnitzer Österrike | 1:18,09 |
| Superkombination Detaljer... | Katja Seizinger Tyskland   | 2:40,74 | Martina Ertl Tyskland           | 2:40,92 | Hilde Gerg Tyskland             | 2:41,50 |

## Herrar

### Störtlopp
Tävlingen hölls den 13 februari 1998 i Happo One, Hakuba. Den var rejält uppskjuten, tävlingen hölls 5 dagar senare planerat. Temperaturen låg på 16 °C där mellantiden lästes av. 
Samtliga tre medaljörer var bland de tio första startande. 15 av 43 åkare lyckades inte komma i mål, bland annat förhandsfavoriten Hermann Maier från Österrike. Han startade fyra men flög spektakulärt av den övre delen. Detta var Jean-Luc Crétier enda vinst i ett stort mästerskap under hans karriär.
| Medalj | Namn                   | Tid     |
| Guld   | Jean-Luc Crétier (FRA) | 1:50.11 |
| Silver | Lasse Kjus (NOR)       | 1:50.51 |
| Brons  | Hannes Trinkl (AUT)    | 1:50.63 |

### Super-G
Tävlingen hölls den 16 februari 1998 i Happo One, Hakuba. Tävlingen var planerad att hållas tre dagar tidigare, men blev framskjuten på grund av det försenade störtloppet.
| Medalj | Namn                | Tid     |
| Guld   | Hermann Maier (AUT) | 1:34.82 |
| Silver | Didier Cuche (SUI)  | 1:35.43 |
| Silver | Hans Knauss (AUT)   | 1:35.43 |

### Storslalom
Tävlingen hölls den 19 februari 1998 i Mount Higashidate, Shiga Kogen, Yamanouchi. Tävlingen hölls en dag senare än planerat.
| Medalj | Namn                       | Tid     |
| Guld   | Hermann Maier (AUT)        | 2:38.51 |
| Silver | Stephan Eberharter (AUT)   | 2:39.36 |
| Brons  | Michael von Grünigen (SUI) | 2:39.69 |

### Slalom
Tävlingen hölls den 21 februari 1998 i Mount Higashidate, Shiga Kogen, Yamanouchi.
| Medalj | Namn                        | Tid     |
| Guld   | Hans Petter Buraas (NOR)    | 1:49.31 |
| Silver | Ole Kristian Furuseth (NOR) | 1:50.64 |
| Brons  | Thomas Sykora (AUT)         | 1:50.68 |

### Alpin kombination
Tävlingen hölls under ett flertal dagar; störtloppet den 13 februari och slalomen den 10 februari. Båda i Happo One, Hakuba. Båda loppen hölls inte vid utsatt datum.
| Medalj | Namn                  | Tid     |
| Guld   | Mario Reiter (AUT)    | 3:08.06 |
| Silver | Lasse Kjus (NOR)      | 3:08.65 |
| Brons  | Christian Mayer (AUT) | 3:10.11 |

## Damer

### Störtlopp
Tävlingen hölls den 16 februari 1998 i Happo One, Hakuba.
Den hölls två dagar senare än planerat.
| Medalj | Namn                   | Tid     |
| Guld   | Katja Seizinger (GER)  | 1:28.89 |
| Silver | Pernilla Wiberg (SWE)  | 1:29.18 |
| Brons  | Florence Masnada (FRA) | 1:29.37 |

### Super-G
Tävlingen hölls den 11 februari 1998 i Happo One,  Hakuba. Tävlingen hölls en dag senareän utsatt.
| Medalj | Namn                        | Tid     |
| Guld   | Picabo Street (USA)         | 1:18.02 |
| Silver | Michaela Dorfmeister (AUT)  | 1:18.03 |
| Brons  | Alexandra Meissnitzer (AUT) | 1:18.09 |

### Storslalom
Tävlingen hölls den 20 februari 1998 i Mount Higashidate, Shiga Kogen, Yamanouchi.
| Medalj | Namn                        | Tid     |
| Guld   | Deborah Compagnoni (ITA)    | 2:50.59 |
| Silver | Alexandra Meissnitzer (AUT) | 2:52.39 |
| Brons  | Katja Seizinger (GER)       | 2:52.61 |

### Slalom
Tävlingen hölls den 19 februari 1998 i Mount Higashidate, Shiga Kogen, Yamanouchi.
| Medalj | Namn                     | Tid     |
| Guld   | Hilde Gerg (GER)         | 1:32.40 |
| Silver | Deborah Compagnoni (ITA) | 1:32.46 |
| Brons  | Zali Steggall (AUS)      | 1:32.67 |

### Alpin kombination
Tävlingen hölls under ett flertal dagar; störtloppet den 16 februari och slalom den 17 februari. Båda i Happo One, Hakuba. 
| Medalj | Namn                  | Tid     |
| Guld   | Katja Seizinger (GER) | 2:40.74 |
| Silver | Martina Ertl (GER)    | 2:40.92 |
| Brons  | Hilde Gerg (GER)      | 2:41.50 |